# Life's Gonna Kill You (If You Let It)
Life's Gonna Kill You (If You Let It) is een nummer van Man-Made Sunshine, een soloproject van Nothing but Thieves-zanger Conor Mason, uit 2022. Het is de eerste single van de debuut-EP van Man-Made Sunshine.
"Life's Gonna Kill You (If You Let It)" heeft een veel rustiger, ingetogen, en een meer indie- en ambient-georiënteerd geluid dan de muziek van Nothing but Thieves. Het nummer gaat over een donkere periode het leven van Conor Mason. De Brit had de afgelopen jaren last van depressies en besloot dat hij nummers daarover beter solo vorm kon geven. "Tijdens de pandemie had ik, net als veel van ons, tijd en ruimte om na te denken. Ik ontdekte dat mijn hoofd gevuld was met gevangen emoties en onverwerkte herinneringen die probeerden eruit te komen, dingen waar ik grip op moest zien te krijgen. Stukken van mijn leven zweefden rond die ik moest samenvoegen, zodat ik verder kon", aldus Mason. Verder zei hij: "Uiteindelijk gaat dit nummer over overleven en proberen de kracht te vinden om niet op te geven. Overleven vanuit jezelf, overleven vanaf de donkerste, eenzaamste plekken die je in je hoofd kunt bereiken." Mason voelde zich gesteund door zijn beste vriend die mentaal ook door een diep dal ging. Hij vervolgt: "Het vermogen om elkaar vast te houden en elkaar overeind te houden, gaf ons uiteindelijk allebei een waardevolle levensles… dat liefde werkelijk over alles kan zegevieren".
In Nederland werd de plaat 3FM Megahit en bereikte het de 24e positie in de Tipparade. Buiten Nederland wist de plaat geen hitlijsten te bereiken.